# Башкан
Башка́н  — назва найвищої посадової особи в Гагаузії. Посада затверджена 14 статтею закону про юридичний статус Гагаузії № 344-XIII від 23 грудня 1994 року. Йому підпорядковуються всі органи державної влади в Гагаузії. Башкан обирається всезагальним, рівним, прямим, таємним та вільним голосуванням на альтернативній основі строком на 4 роки. Одна і та ж сама особа не може бути башканом більше двох раз поспіль. Він повинен бути громадянином Молдови, старшим 35 років та знати гагаузьку мову. Башкан Гагаузії затверджується на посаді члена уряду Молдови декретом Президента країни. Башкан може видавати рішення та укази, що дійсні на всій території Гагаузії.
Башканом також називають міського голову в Туреччині.

## Башкани Гагаузії

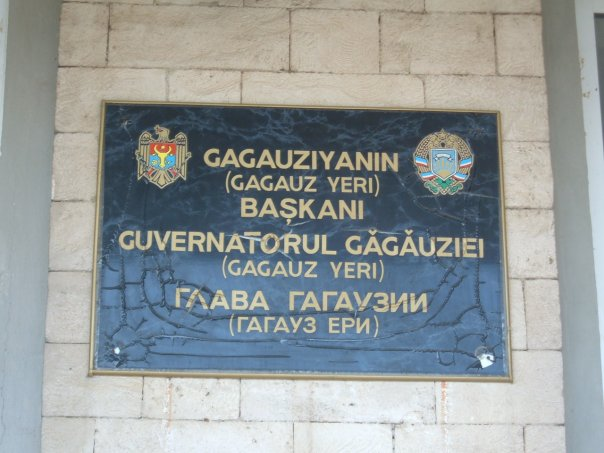

Перші вибори башкана відбулись 25 травня 1995 року. Другі вибори пройшли 22 серпня 1999 року, треті — 6 жовтня 2002 року, четверті — 3 грудня 2006 року.
| Строк                             | Ім'я                                |
| --------------------------------- | ----------------------------------- |
| 19 червня 1995 — 24 вересня 1999  | Георгій Табунщик                    |
| 24 вересня 1999 — 21 червня 2002  | Кройтор Дмитро Васильович           |
| 21 червня 2002 — 10 липня 2002    | Валерій Яніогло (тимчасовий башкан) |
| 10 липня 2002 — 29 липня 2002     | Іван Кристіогло (тимчасовий башкан) |
| 29 липня 2002 — 9 листопада 2002  | Георгій Молла (тимчасовий башкан)   |
| 9 листопада 2002 — 29 грудня 2006 | Георгій Табунщик                    |
| 29 грудня 2006 — 15 квітня 2015   | Михайло Формузал                    |
| 15 квітня 2015 — 19 липня 2023    | Ірина Влах                          |
| 19 липня 2023 — 5 серпня 2025     | Євгенія Гуцул                       |
| 5 серпня 2025                     | Ілля Узун (тимчасовий башкан)       |